# Die souveräne Leserin
Die souveräne Leserin (englischer Originaltitel: The Uncommon Reader) ist eine Novelle des englischen Schriftstellers, Dramatikers, Regisseurs und Schauspielers Alan Bennett. Sie erzählt die fiktive Wandlung der britischen Königin von der Frau der Tat zur Liebhaberin schöngeistiger Literatur.
Die Novelle erschien am 8. März 2007 zunächst in der englischen Literaturzeitschrift London Review of Books. 2008 wurde sie in Großbritannien als Buch im Verlag Faber & Faber und in deutscher Übersetzung von Ingo Herzke im Verlag Klaus Wagenbach veröffentlicht. Sie stand im September 2008 auf Platz 3 der Belletristik-Bestsellerliste des Nachrichtenmagazins Spiegel. In Deutschland kam die Novelle 2008 bei Patmos auch als Hörbuch heraus, gelesen von Jürgen Thormann. Es stand im November 2008 auf Platz vier der Hörbuchbestenliste des Hessischen Rundfunks.

## Handlung
Die Queen folgt ihren Corgies, die auf der Rückseite des Buckingham-Palasts einen Bücherbus der City of Westminster erstürmt haben. Dort trifft sie auf den Küchenjungen Norman und entleiht aus Höflichkeit einen Roman von Ivy Compton-Burnett. Bei der Rückgabe des Buchs begegnet ihr Norman erneut im Bücherbus und sie engagiert ihn zum Unwillen des Hofstaats als Amanuensis (Sekretär). Seine Aufgabe ist es, ihr Literatur zu empfehlen und Bücher zu besorgen.

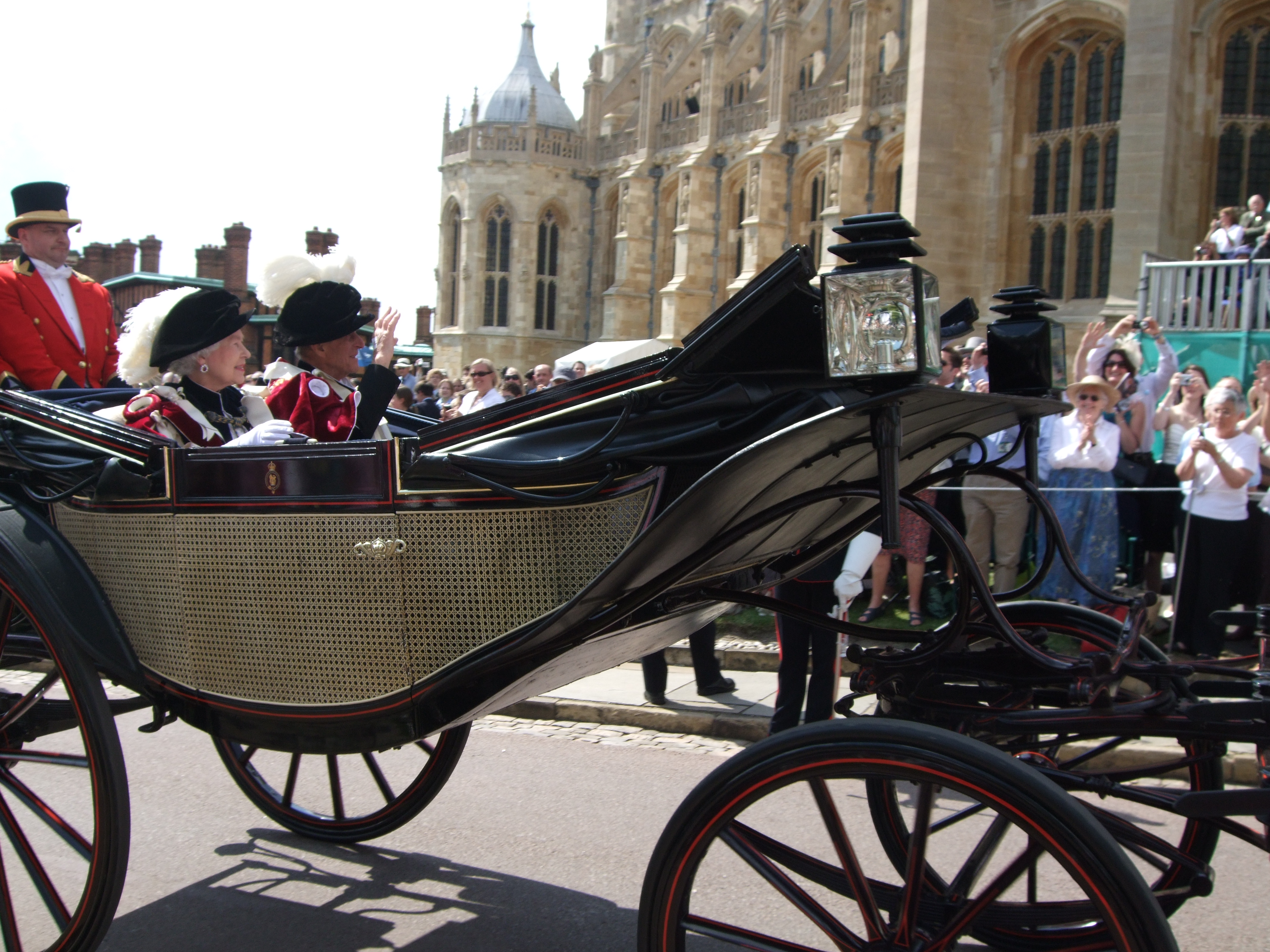
Das gleichzeitige Lesen und Winken beherrschte sie inzwischen recht gut…

Die Queen wird zu einer intensiven Leserin schöngeistiger Literatur und nutzt jede Gelegenheit zur Lektüre, selbst die Kutschenfahrt zur Parlamentseröffnung. Das gleichzeitige Lesen und Winken beherrschte sie inzwischen recht gut, es kam nur darauf an, das Buch unterhalb der Fensterkante zu halten […]. Sie erkennt, dass ein Buch ein Sprengsatz [ist], um die Phantasie freizusetzen.
Immer häufiger bringt sie ihre Untertanen, aber auch Staatsgäste, mit der Frage nach deren Lektüre in Verlegenheit. Norman wird von ihrem Privatsekretär Sir Kevin mit einem Stipendium zum Literaturstudium an die University of East Anglia gelockt und damit aus der Umgebung der Queen entfernt. Die Queen nimmt sein Verschwinden zunächst hin und führt zunehmend Selbstgespräche über ihre Lektüre.
Schließlich beginnt sie, in ihrem Notizbuch Begegnungen mit Menschen, Begebenheiten und eigene Überlegungen festzuhalten, alles in jenem vernünftigen, bodenständigen Ton, den sie immer mehr als ihren eigenen Stil erkannte und zu schätzen wusste. Ihr Verhalten und das abnehmende Interesse an ihren Verpflichtungen lösen in ihrer Umgebung die Sorge aus, Ihre Majestät leide an Geistesschwäche, womöglich an Alzheimer. Sie denkt nun über das Schreiben nach, erkundigt sich nach Normans Schicksal und entlässt Sir Kevin, nachdem sie dessen Ranküne durchschaut hat.
Aus Anlass ihres 80. Geburtstages lädt sie die gegenwärtigen und ehemaligen Mitglieder des Kronrats zum Tee ein. Dabei plaudert sie mit ihren Gästen über Bücher schreibende Monarchen. Der Premierminister macht darauf aufmerksam, dass noch nie ein amtierender britischer Monarch ein Buch veröffentlicht habe. Die Queen widerspricht und verweist auf die Blätter aus dem Tagebuch der Königin Victoria ihrer Ururgroßmutter Victoria und auf Eines Herzogs Geschichte ihres Onkels Edward. Der habe zuvor jedoch abgedankt, stellt der Premierminister fest. Die Queen entgegnet: Aber … was glauben Sie denn, warum Sie alle hier sind?

## Rezeption
Die Novelle stieß in deutschsprachigen Feuilletons auf einhellige Begeisterung. Die Literaturkritikerin Sigrid Löffler schrieb „The Uncommon Reader“ ist eine amüsante doppelte Hommage – eine Huldigung für die Queen und eine Huldigung für das Bücherlesen. Sigrid Löffler sprach von einem Büchlein von subversivem Witz und voll brillanter Dialoge, ein funkelndes, geistreiches, pointensicheres Capriccio über die Kunst des Lesens und über eine ganz ungewöhnliche Leserin […].
Der Spiegel bezeichnete 2008 die Geschichte dieser spätberufenen und umso begeisterten Leserin als das wohl eleganteste und geistreichste Stück Literatur-Literatur, das es in diesem Herbst gibt.
Als  Boulevardstück  bewertete es Jörg Plath für ARTE, freilich ein gehobenes, geadelt durch einen feinen, sorgsam dosierten und keinen Augenblick respektlosen Witz. Als Buch für Literaturliebhaber ebenso wie für Lesemuffel. Voll vom typisch britischen, immer auch leicht selbstironischen Humor und voller wunderbarer Zitate – schlicht und einfach und einfach wahrhaftig empfahl es 3sat.
Deutschlandradio Kultur nannte es ein Buch über die Wirkung von Literatur und eine Liebeserklärung an das Lesen. Es ist auch eine Betrachtung über das Pflichtgefühl, über die Manipulationen, die Untergebene an den Mächtigen vornehmen.
Von einer gerissene[n] Parabel über das Lesen schrieb die tageszeitung, und Der Tagesspiegel, der das Buch als Liebeserklärung an die Queen bezeichnete, riet der „uncommon Queen“: Dieses Büchlein sollte sie sich auf jeden Fall aus dem Regal suchen lassen.
Das Schweizer St. Galler Tagblatt ging auf eine Fernsehdokumentation über Königin Elisabeth II. ein und schrieb: Da war eine alte Frau zu beobachten, eingezwängt in unzählige Pflichten und Termine […]. In Alan Bennetts ebenso leichtfüssigem wie tiefsinnigem Buch «Die souveräne Leserin» trifft man diese Königin wieder. Ihre Umgebung hat sich nicht verändert, ihre unzähligen Obliegenheiten sind dieselben.